# Куличкова, Елизавета Дмитриевна
Елизаве́та Дми́триевна Куличко́ва (родилась 12 апреля 1996 года в Новосибирске, Россия) — российская теннисистка; победительница семи турниров ITF в одиночном разряде; победительница одного юниорского турнира Большого шлема в одиночном разряде (Australian Open-2014); победительница одного юниорского турнира Большого шлема в парном разряде (Australian Open-2014); полуфиналистка одного юниорского турнира Большого шлема в одиночном разряде (Australian Open-2013); полуфиналистка трёх юниорских турниров Большого шлема в парном разряде; бывшая третья ракетка мира в юниорском рейтинге.

## Общая информация
Куличкова в теннисе с шести лет. Любимое покрытие — хард, лучший удар — бэкхенд.

## Спортивная карьера
Юниорские годы
Родившись вдалеке от основных теннисных центров и долгое время тренируясь в родном Новосибирске, Елизавета быстро смогла стать серьёзной силой сначала на внутрисибирских детских соревнованиях, а затем доросла и до статуса одной из сильнейших теннисисток в своём возрасте в старших юниорских категориях как в России, так и в мире. В 13 лет Куличкова дебютировала в старшем юниорском туре, сходу уверенно выиграв одиночное соревнование серии G5 в Казахстане. В следующие пару лет россиянка постепенно закреплялась на этом уровне, играя всё более престижные соревнования и всё выше подымаясь в рейтинге; в 2011 году она впервые играет на соревнованиях старшей категории, в мае добираясь до четвертьфинала на сильном по составу турнире в Милане, а к концу сезона записывая на свой счёт и первый титул: на второстепенном соревновании GA в Мехико, в последние дни календарного года, она выигрывает одиночный титул, а в паре доходит до финала. Быстрого развития успехов на турнирах Большого шлема в 2012 году не следует, но стабильные результаты на менее престижных турнирах, где наиболее удачно сложился всё тот же итальянский GA, позволил Елизавете к концу мая взобраться на пиковую в её карьере третью строчку рейтинга. Успехи на турнирах Большого шлема же ограничились двумя полуфиналами в паре: в Австралии и США. Осенью того же года Куличкова приняла участие в финальном соревновании юниорского Кубка Федерации, где сборная России с ней в составе добралась до финала, уступив лишь сборной США, ведомой лидером рейтинга старшего тура Тейлор Таунсенд. Через год были предприняты ещё несколько попыток выиграть турнир Большого шлема, но после нескольких поражений на поздних стадиях от чуть более юных противниц Елизавета предпочла сосредоточится на взрослых соревнованиях. Что не удалось за два года до этого, получилось в 2014: на Australian Open почти все недавние соперницы уже покинули подобные турниры и Куличкова с минимальными проблемами завоевала и одиночный и парный титулы, проиграв по сету в каждом из соревнований.
Первые годы в протуре
Выход на элитный уровень в юниорских соревнованиях совпал с дебютом в протуре: осенью 2011 года она попробовала себя в квалификации 50-тысячника в Саранске. Через год уже удалось попасть во взрослый рейтинг, а в конце апреля и выиграть первый титул: на 10-тысячнике в Анталье. В 2013 году результаты продолжили постепенно улучшаться: вновь в апреле и вновь в Турции Елизавета добралась до своего первого финала на 50-тысячниках: начав с отбора она не проиграла до титульного матча ни сета, но там немного не справилась с более опытной в играх на подобном уровне Донной Векич. Остаток сезона прошёл без подобных успехов, но несколько удачно проведённых 25-тысячников (и титул на одном из них) позволил Куличковой подняться в четвёртую сотню рейтинга. В конце ноября был заработан первый парный финал на подобном уровне. Через год стабильность была поднята на новый качественный уровень, позволив россиянке подняться в Top200 и на US Open дебютировать в квалификации турнира Большого шлема. Подъём сопровождался серией финалов на средних турнирах ITF (где коллекция Куличковой пополнилась тремя титулами), а также несколькими проходами через отбор на соревнованиях WTA (где после нескольких поражений в стартовых раундах основной сетки Елизавета наконец стала одерживать и победы, для начала взяв верх на турнире в Тяньцзине над Сильвией Солер Эспиносой).

## Рейтинг на конец года
| Год  | Одиночный рейтинг | Парный рейтинг |
| 2017 | 194               |                |
| 2016 | 143               | 797            |
| 2015 | 104               | 332            |
| 2014 | 147               | 590            |
| 2013 | 346               | 647            |
| 2012 | 867               |                |

## Выступления на турнирах

### Финалы турнировITFв одиночном разряде (9)

#### Победы (7)
| Легенда:        |
| --------------- |
| 100.000 USD (0) |
| 75.000 USD (0)  |
| 50.000 USD (2)  |
| 25.000 USD (4)  |
| 10.000 USD (1)  |

| Титулы по покрытиям | Титулы по месту проведения матчей турнира |
| ------------------- | ----------------------------------------- |
| Хард (5)            | Зал (0)                                   |
| Грунт (2)           | Зал (0)                                   |
| Трава (0)           | Открытый воздух (7)                       |
| Ковёр (0)           | Открытый воздух (7)                       |

| №  | Дата            | Турнир                 | Покрытие | Соперница в финале     | Счёт        |
| 1. | 29 апреля 2012  | Анталья, Турция        | Хард     | Далила Якупович        | 7-5 6-2     |
| 2. | 13 июля 2013    | Стамбул, Турция        | Хард     | Катерина Козлова       | 6-3 4-6 6-0 |
| 3. | 4 января 2014   | Гонконг                | Хард     | Зарина Дияс            | 6-2 6-2     |
| 4. | 22 июня 2014    | Ленцерхайде, Швейцария | Грунт    | Луиза Чирико           | 7-5 6-2     |
| 5. | 18 октября 2014 | Бангкок, Таиланд       | Хард     | Лесли Керкхове         | 6-1 6-0     |
| 6. | 28 марта 2015   | Цюаньчжоу, Китай       | Хард     | Елена Остапенко        | 6-1 5-7 7-5 |
| 7. | 17 июля 2016    | Оломоуц, Чехия         | Грунт    | Екатерина Александрова | 4-6 6-2 6-1 |

#### Поражения (2)
| №  | Дата           | Турнир           | Покрытие | Соперница в финале | Счёт        |
| 1. | 28 апреля 2013 | Стамбул, Турция  | Хард     | Донна Векич        | 4-6 6-7(4)  |
| 2. | 1 февраля 2014 | Берни, Австралия | Хард     | Миса Эгути         | 6-4 2-6 3-6 |

### Финалы турнировITFв парном разряде (1)

#### Поражения (1)
| №  | Дата           | Турнир        | Покрытие | Партнёрша         | Соперницы в финале                 | Счёт       |
| 1. | 24 ноября 2013 | Буча, Украина | Ковёр(i) | Ангелина Калинина | София Шапатава Анастасия Васильева | 6-7(4) 2-6 |